# Zhang Yishan
Zhang Yishan, né le 5 mai 1992, est un ancien enfant star et acteur chinois.
Zhang est connu pour ses rôles en tant que Liu Xing dans la sitcom familiale Home With Kids (2004) et pour être un des protagonistes du thriller Yu Zui (2016).

## Biographie

### Jeunesse et éducation
Zhang est né et a grandi dans le district de Xicheng. Quand il avait 5 ans, son père l'envoie à l'école d'arts martiaux de Shichahai pour apprendre le kung fu. Grâce à une recommandation d'un enseignant, il est envoyé dans un Speech Studio[Quoi ?] pour enfants afin d'y étudier. Là, il a été remarqué par un réalisateur qui l'intégrera dans ses premiers projets de télévision.
Zhang s'inscrit à l'Académie du Cinéma de Pékin en 2011, en se spécialisant dans le métier d'acteur. Il est diplômé en 2014.

### Carrière
Zhang a commencé sa carrière en apparaissant dans un petit rôle dans le Petit Soldat Zhang Ga à l'âge de 9 ans. Sous la recommandation de sa partenaire à l'écran Li Yingqi, Zhang s'est rendu à une audition pour Home with Kids, et obtint ainsi le rôle de Liu Xing. La sitcom a eu une diffusion nationale en 2004, et a duré encore quatre saisons jusqu'en 2007. Zhang a profondément impressionné le public chinois, avec son interprétation d'un vilain mais amusant fauteur de trouble, et devient un enfant star très populaire en Chine.
Zhang, avec ses traits de visage ressemblant à ceux des acteurs Chinois Jiang Wen et Xia Yu, est devenu le favori des réalisateurs chinois. Il a joué dans une vingtaine de films chinois et de séries télévisées, y compris le film de 2009 Kung-Fu Master avec notamment l'acteur chevronné Jackie Chan, et l'hommage patriotique The Foundind of a Party en 2010,. Zhang a remporté le New Performer Award aux Golden Phoenix Awards pour sa performance dans Deng Emming's Childhood (2011).
Zhang gagna les faveurs du grand public en 2016 en jouant le principal protagoniste dans la web série de genre thriller Yu Zui, basée sur le célèbre roman de Chang Shuxin. La série a compté plus de 450 millions de vues lors de sa diffusion sur la plateforme de vidéos en ligne iQiyi, et a obtenu des critiques positives de la part des spectateurs.
En 2017, Zhang a joué dans le film romantique Shall I Compare You to a Spring Day aux côtés de Zhou Dongyu, basé sur le roman Beijing, Beijing, écrit par Feng Teng. La même année, il a joué dans Seven Faced Man, un remake de la série télévisée coréenne Me Tuer, Me Guérir. Fin 2017, il a débuté le tournage du drame Uncle and Youth, réalisé par Guan Hu.

## Filmographie

### Film
| Année | Titre Anglais              | Titre Chinois          | Rôle                | Notes  |
| ----- | -------------------------- | ---------------------- | ------------------- | ------ |
| 2008  | Slam                       | 扣篮对决               | Monkey              | [ 12 ] |
| 2009  | Looking for Jackie         | 寻找成龙               | Zhang Yishan        |        |
| 2010  | Bruce Lee, My Brother      | 李小龙我的兄弟         | Liu Lianguang       |        |
| 2011  | The Founding of a Party    | 建党伟业               | Deng Enming         |        |
| 2011  | Deng Enming's Childhood    | 少年邓恩铭             | Deng Enming (young) | [ 13 ] |
| 2012  | Southern Snow              | 南方大冰雪             | Yang Huahua         | [ 14 ] |
| 2012  | All for Love               | 三个未婚妈妈           | Mei Ling's brother  | [ 15 ] |
| 2013  | Little Tigers              | 小小飞虎队             | Peng Liang          | [ 16 ] |
| 2015  | Money Game                 | 黄金福将               | Xiao Shan           | [ 17 ] |
| 2015  | Mr. Six                    | 老炮儿                 | Huang Mao           | Cameo  |
| 2016  | Escape Route               | 夺路而逃               | Zhou Xiaoyi         | [ 18 ] |
| 2016  | Room 704                   | 凄灵室                 | Tong Shan           | [ 19 ] |
| 2017  | Battle of Xiangjiang River | 血战湘江               | Li Tianyou          | [ 20 ] |
| 2017  | Fake Guardians             | 冒牌监护人之寻宝闹翻天 | Zi Chu              | [ 21 ] |
| 2018  | Love Trip                  | 毕业作品               | Yin Hao             | [ 22 ] |
| 2018  | A Paper Marriage           | 一纸婚约               | Li Chao             | [ 23 ] |

### Série télévisée
| Année     | Titre Anglais                       | Titre Chinois    | Rôle          | Notes      |
| --------- | ----------------------------------- | ---------------- | ------------- | ---------- |
| 2004-2007 | Home with Kids                      | 家有儿女         | Liu Xing      | Season 1-4 |
| 2004      | Little Soldier Zhang Ga             | 小兵张嘎         | Tong Le       |            |
| 2005      | Who Pays for Love                   | 谁为爱情买单     | Kong Xixi     |            |
| 2007      | NC                                  | 船政风云         | Xiao Su       |            |
| 2009      | Don't Want to Grow Up               | 不想长大         | Cousin Da Niu |            |
| 2009      | Born After 1980                     | 生于80后         | Liu Dao       | [ 24 ]     |
| 2009      | In the Wildest Fantasy              | 妙想天开         | A Gan         |            |
| 2010      | Yuan Yuan's Story                   | 圆圆的故事       | Cameo         |            |
| 2012      | Star City 2                         | 星光都市2        | Zhou Hao      | [ 25 ]     |
| 2013      | Father Comes Home                   | 老爸回家         | Gao He        | [ 26 ]     |
| 2013      | Love is not Blind                   | 失恋33天         | Cameo         |            |
| 2014      | Childbearing Age                    | 食来孕转         | Gao Rui       | [ 27 ]     |
| 2014      | Love You Most                       | 最爱·你          | Xia Xiaobing  | [ 28 ]     |
| 2014      | Rid Of The Bandits                  | 杀寇决           | Lu Zizheng    | [ 29 ]     |
| 2015      | Melting Pot                         | 大熔炉           | Xu Xiaobin    | [ 30 ]     |
| 2016      | The Big Foot Soldiers               | 大号小兵         | Mao Qing      | [ 31 ]     |
| 2016      | Yu Zui                              | 余罪             | Yu Zui        | Web series |
| 2016      | My Father, My Soldier               | 我的父亲我的兵   | Cun Zilong    | [ 32 ]     |
| 2017      | Shall I Compare You to a Spring Day | 春风十里，不如你 | Qiu Shui      |            |
| 2017      | A Seven Faced Man                   | 柒个我           | Shen Jizhen   | Web series |
| 2018      | Home with Kids: Initial Growth      | 家有儿女初长成   | Jiang Bei     | [ 33 ]     |
| TBA       | Green Valley                        | 青谷子           | Jiao Dalou    | [ 34 ]     |
| TBA       | Chong'er's Peach                    | 重耳传           | Yi Wu         | [ 35 ]     |
| TBA       | Uncle and Youth                     | 大叔与少年       | Ren Shaopeng  |            |

### Jeux télévisés
| Année | Titre en anglais        | Titre chinois | Rôle   | Notes  |
| ----- | ----------------------- | ------------- | ------ | ------ |
| 2017  | Give Me Five            | 高能少年团    | Acteur | [ 36 ] |
| 2018  | This is Fighting Robots | 这！就是铁甲  | Acteur | [ 37 ] |
| 2018  | Give Me Five (Saison 2) | 高能少年团2   | Acteur | [ 38 ] |

## Discographie
| Année | Titre En Anglais     | Titre Chinois | Album                                   | Notes                      |
| ----- | -------------------- | ------------- | --------------------------------------- | -------------------------- |
| 2008  | Online Palace        | 网络宫殿      |                                         |                            |
| 2010  | Yishan's Happy Times | 山好锋光      |                                         |                            |
| 2010  | Surprise Scream      | 惊声尖叫      |                                         |                            |
| 2017  | Kungfu Yoga          | 功夫瑜伽      | Kung Fu, Yoga OST                       | avec Jackie Chan & Yang Zi |
| 2017  | Proud Youth          | 骄傲的少年    |                                         | générique de Give Me Five  |
| 2017  | If I Love You        | 如果我爱你    | Shall I Compare You to a Spring Day OST | avec Zhou Dongyu           |

## Prix et nominations
| Année | Prix                                       | Catégorie             | Nomination              | Résultat   | Réf.   |
| ----- | ------------------------------------------ | --------------------- | ----------------------- | ---------- | ------ |
| 2009  | 2e Huading Awards                          | Best New Actor        |                         | Lauréat    | [ 39 ] |
| 2013  | 14e Golden Phoenix Awards                  | Newcomer Award        | Deng Emming's Childhood | Lauréat    |        |
| 2017  | 9e Festival du Film International de Macau | Best Supporting Actor | A Paper Mariage         | Nomination | [ 40 ] |